# Domenico Fontana
Domenico Fontana (Melide, 1543 — Neapelj, 1607), je bil italijanski inženir in arhitekt med pozno renesanso in zgodnjim barokom.

## Življenjepis
Fontana je prišel še zelo mlad v Rim, kjer je delal vse do 1592., ko so ga poklicali v Neapelj zaradi izgradnje kraljevske palače. V Rimu so znana njegova dela na preureditvi Bazilike sv. Janeza v Lateranu in kapele Siksta V. v Baziliki Marije Snežne. On je tudi dokončal – po Michelangelovih  načertih, kupolo Bazilike sv. Petra.
Ko je kardinal Moltalto zasedel Petrovo stolico z imenom Sikst V., je zaupal Fontanu, ki mu je bil stvarno desna roka, uresničenje svojih velikopoteznih. Tako je postal nosilec enega največjih stavbenih prevratov, kar jih  je doživelo rimsko mesto. On je načrtoval nove ceste in nova mestna naselja, napravil vodovod Felice, popolnoma preuredil stavbo in okolico bazilike sv. Janeza Lateranskega, in zlasti, deloval na dokončanju bazilike sv. Petra, ter dokončal in pstavil nanjo kupolo; uresničil je knjižnico in skrbel za prevoz velikanskega obeliska, ki so ga postavili sredi trga nasproti cerkvi, kjer se nahaja še danes. Ta podvig mnogi smatrajo za pravo tehnično čudo. 